# Paradox van tolerantie
De paradox van tolerantie stelt dat een samenleving die onbegrensd tolerant is, uiteindelijk haar tolerante karakter zal kwijtraken onder invloed van de intoleranten.

## Besprekingen
De filosoof Karl Popper heeft de paradox in 1945 gedefinieerd in de vierde noot van het zevende hoofdstuk van De open samenleving en haar vijanden - Deel I De betovering van Plato:
Minder bekend [dan andere paradoxen] is de paradox van de tolerantie: onbeperkte tolerantie moet leiden tot het verdwijnen van tolerantie. Als we ongelimiteerd tolerant zijn, zelfs jegens hen die zelf intolerant zijn, als we niet bereid zijn een tolerante samenleving te verdedigen tegen de aanvallen van de intoleranten, dan zullen de toleranten te gronde gaan, en de tolerantie met hen.
Over de grenzen van tolerantie jegens intolerantie zegt Popper het volgende:
Hiermee bedoel ik niet dat we, bijvoorbeeld, de uitingen van intolerante filosofieën altijd moeten onderdrukken; zolang we die met rationele argumenten kunnen bestrijden en ze met behulp van de publieke opinie onder controle kunnen houden, zou verbieden zeker onverstandig zijn. Maar we moeten wel het recht opeisen ze te verbieden, zo nodig zelfs met geweld. Het kan namelijk heel goed zijn dat zij niet bereid zijn een rationele discussie met ons aan te gaan, maar elke vorm van discussie juist van de hand wijzen; zij kunnen hun volgelingen verbieden naar rationele argumenten te luisteren omdat die misleidend zouden zijn, en hun leren argumenten te beantwoorden met de vuist of met vuurwapens. We moeten dan ook uit naam van de tolerantie het recht opeisen de intoleranten niet te tolereren. We moeten stellen dat elke beweging die intolerantie predikt, zichzelf buiten de wet stelt, en we moeten het aanzetten tot intolerantie en vervolging als crimineel beschouwen, net zoals we het aanzetten tot moord, kidnapping of terugkeer van de slavenhandel als crimineel moeten beschouwen.
In 1971 schreef filosoof John Rawls in het boek A Theory of Justice dat een samenleving in beginsel tolerant moet zijn jegens intolerantie, immers zou een samenleving anders zelf intolerant, en dus onrechtvaardig zijn. Echter geeft Rawls, in lijn met Popper, aan dat een samenleving een recht op zelfbehoud heeft dat het beginsel van tolerantie kan overstijgen:
Hoewel een intolerante sekte zelf weliswaar geen recht van klagen heeft over intolerantie, mag haar vrijheid evenwel alleen ingeperkt worden als de toleranten werkelijk en met reden geloven dat hun eigen veiligheid en die van de instituties van vrijheid op het spel staan.
In het werk On toleration maakt Michael Walzer de kanttekening dat religieuze minderheidsgroepen veel voordeel hebben van tolerantie maar vaak zelf intolerant zijn. Echter kan een tolerant bestel deze mensen helpen bij het zich eigen maken van tolerantie, of op zijn minst aansporen zich te gedragen alsof ze die tolerantie bezitten.